# Rümelingen
Rümelingen (luxemburgisch Rëmelengⓘ, französisch Rumelange) ist eine Stadt und eine Gemeinde im Großherzogtum Luxemburg und gehört zum Kanton Esch an der Alzette.

## Geschichte

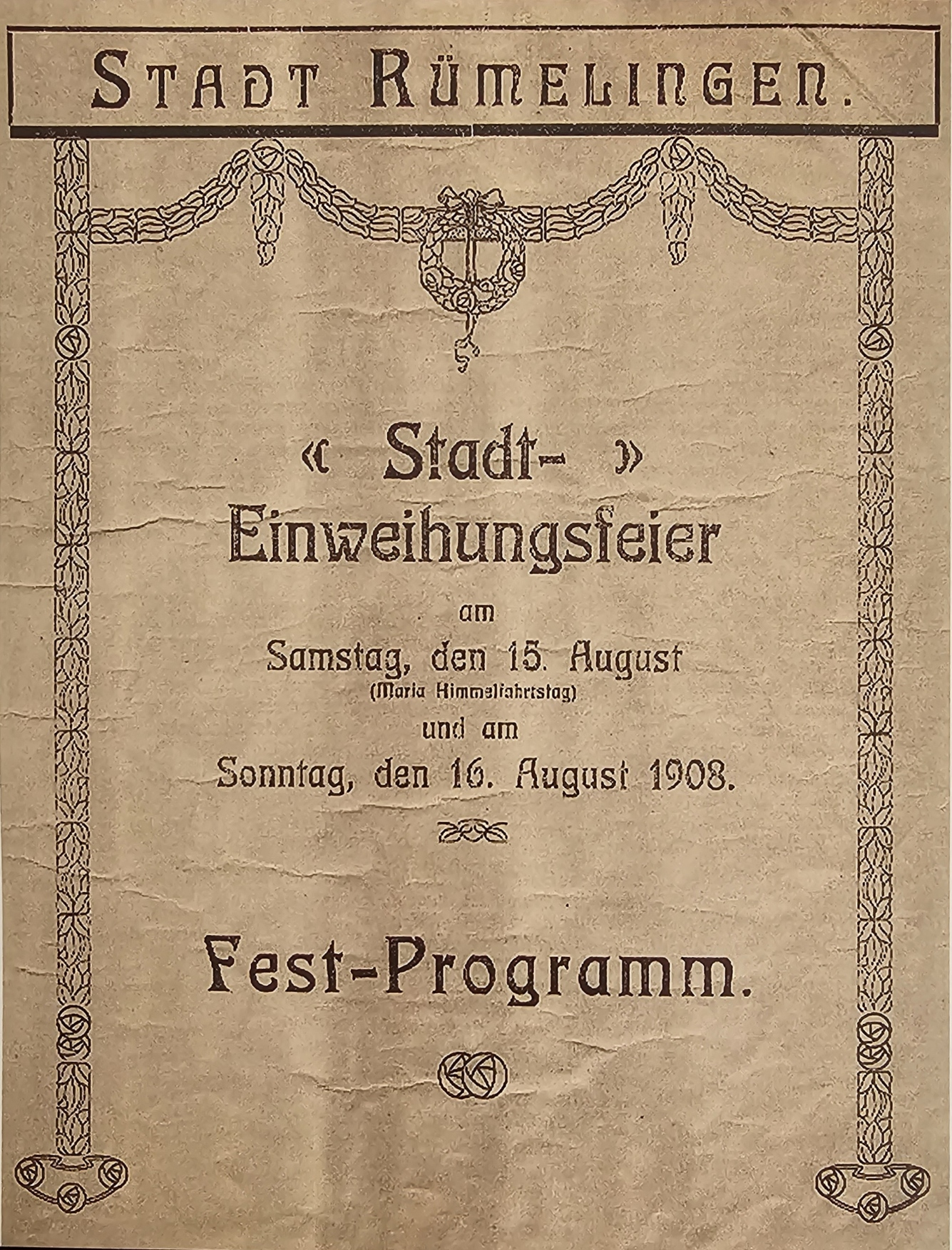
Zettel Einweihungsfeier "Stadt"

Rumelange ist seit 1892 eine eigenständige Gemeinde und bekam 1907 den Status einer Stadt verliehen.

### Einwohnerentwicklung
| Rümelingen: Einwohnerzahlen von 1821 bis 2024                                     | Rümelingen: Einwohnerzahlen von 1821 bis 2024 | Rümelingen: Einwohnerzahlen von 1821 bis 2024 | Rümelingen: Einwohnerzahlen von 1821 bis 2024 | Rümelingen: Einwohnerzahlen von 1821 bis 2024 |
| --------------------------------------------------------------------------------- | --------------------------------------------- | --------------------------------------------- | --------------------------------------------- | --------------------------------------------- |
| Jahr                                                                              |                                               |                                               |                                               | Einwohner                                     |
| 1821                                                                              | 1821                                          |                                               | 401                                           | 401                                           |
| 1871                                                                              | 1871                                          |                                               | 834                                           | 834                                           |
| 1910                                                                              | 1910                                          |                                               | 5.296                                         | 5.296                                         |
| 1922                                                                              | 1922                                          |                                               | 4.534                                         | 4.534                                         |
| 1935                                                                              | 1935                                          |                                               | 4.198                                         | 4.198                                         |
| 1947                                                                              | 1947                                          |                                               | 4.072                                         | 4.072                                         |
| 1960                                                                              | 1960                                          |                                               | 4.271                                         | 4.271                                         |
| 1970                                                                              | 1970                                          |                                               | 3.935                                         | 3.935                                         |
| 1981                                                                              | 1981                                          |                                               | 3.711                                         | 3.711                                         |
| 1991                                                                              | 1991                                          |                                               | 3.500                                         | 3.500                                         |
| 2001                                                                              | 2001                                          |                                               | 4.309                                         | 4.309                                         |
| 2011                                                                              | 2011                                          |                                               | 5.066                                         | 5.066                                         |
| 2021                                                                              | 2021                                          |                                               | 5.613                                         | 5.613                                         |
| 2024                                                                              | 2024                                          |                                               | 5.775                                         | 5.775                                         |
| Quelle(n): Institut national de la statistique et des études économiques (STATEC) |                                               |                                               |                                               |                                               |

## Sehenswürdigkeiten
Dominiert wird der Ort von der Pfarrkirche St. Sebastian. Das zwischen 1894 und 1896 nach Plänen des Architekten Jean-Pierre Knepper erbaute stattliche Gotteshaus gehört Bau, Ausstattung und Ausmalung betreffend zu den besterhaltenen neogotischen Sakralbauten des Großherzogtums.

### Nationales Museum der luxemburgischen Eisenerzgruben
Das Museum, ein Projekt insbesondere des Bürgermeisters André Zirves und der beiden Schöffen Will Hoffmann und Jean Krings, ist am 4. Mai 1973 eröffnet worden. Die Sammlung umfasst Werkzeug, Maschinen und Archivdokumente, die mit der Eisenerzförderung von der Mitte des 19. Jahrhunderts bis in die 1980er Jahre zu tun haben.
Das Museum ist teilweise in einem stillgelegten Minenschacht 106 Meter unter der Oberfläche auf einer Länge von 900 Metern eingerichtet.
Die Gesellschaft MMR-A, die sich mit dem Stahlkonzern ARBED die Bergbaukonzessionen auf dem Rümelinger Bann teilte, hatte dazu die Grube „Walert“ angeboten, die nicht weit vom Stadtzentrum entfernt liegt. In „Walert“ war am 12. Februar 1935 der Gewerkschafter, Bürgermeister und Abgeordnete Jean-Pierre Bausch tödlich verunglückt.
In der Maschinenhalle der MMR-A wurde eine Ausstellung über das Bergmannswesen eingerichtet sowie eine kleine Gaststätte mit Sanitäreinrichtungen. Ein Spielplatz mit einer kleinen Eisenbahn wurde angelegt und der Rundgang durch die Stollen erweitert. Dann wurde im Maschinenschuppen eine Schmiede eingerichtet, die von den Kunstschmieden der Vereinigung Hephaistos betrieben wird. Schließlich sind hier auch die beiden Züge untergestellt, die die Besucher drei Kilometer durch die Anlagen fahren, an den früheren Gruben „Rembour“ vorbei durch ein Wäldchen zur Mine „Laangegronn“, wo die Züge in den Stollen einfahren.

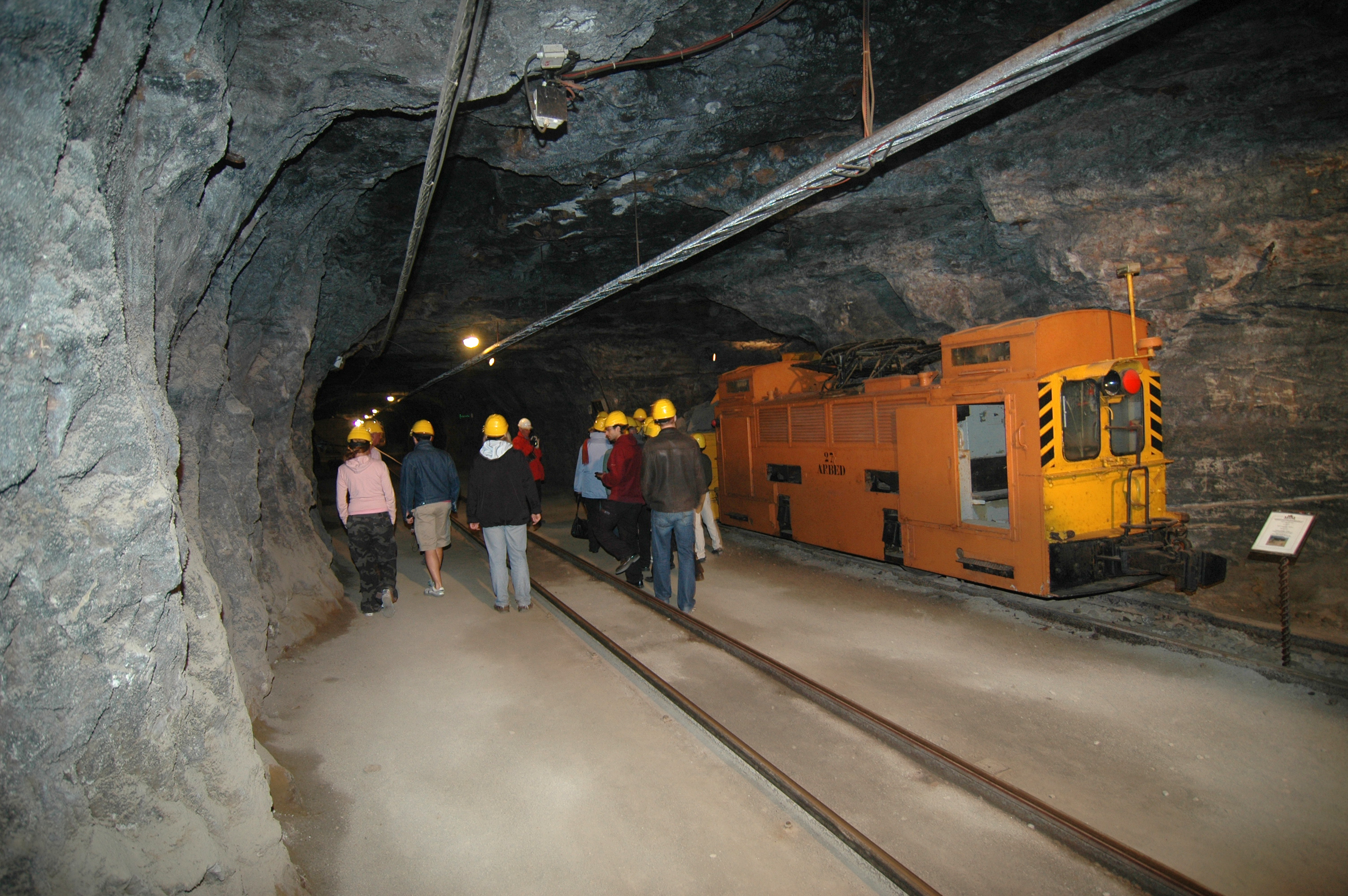
Musée National des Mines
- Musée National des Mines

## Persönlichkeiten
- Batty Weber (1860–1940), Autor
- Carl August Canaris (1881–1934), deutscher Manager
- Félix Corrent (1895–1968), Kunstmaler und Preisträger des Prix Grand-Duc Adolphe
- Dominik Dondelinger (1897–1942), Gendarm und Widerstandskämpfer, siehe Ady Claude
- Ernest Toussaint (1908–1942), Boxer und Widerstandskämpfer
- Charles Heirendt (1911–1995), Leichtathlet
- Raymond Vouel (1923–1987), Politiker
- Cornel Meder (1938–2018), Schriftsteller und Staatsrat-Mitglied
- Edmond Schmitt (* 1927), Schriftsteller
- James Borges (* 1988), Sänger
- Albert Hames (1910–1989), Künstler